# Província de l'Exèrcit del Don
La Província de l'Exèrcit del Don (rus: Область Войска Донского), de l'Imperi Rus era el nom oficial del territori dels cosacs del Don, que coincidia més o menys amb l'actual óblast de Rostov, a Rússia actual. El seu centre administratiu era Novotxerkassk.
La província comprenia les àrees on els cosacs del Don estaven assentats a l'Imperi Rus. Des del 1786 el territori era anomenat oficialment les Terres de l'Exèrcit del Don (rus: Zemlià Voiska Donskogo), rebatejant com a Província de l'Exèrcit del Don en 1870.

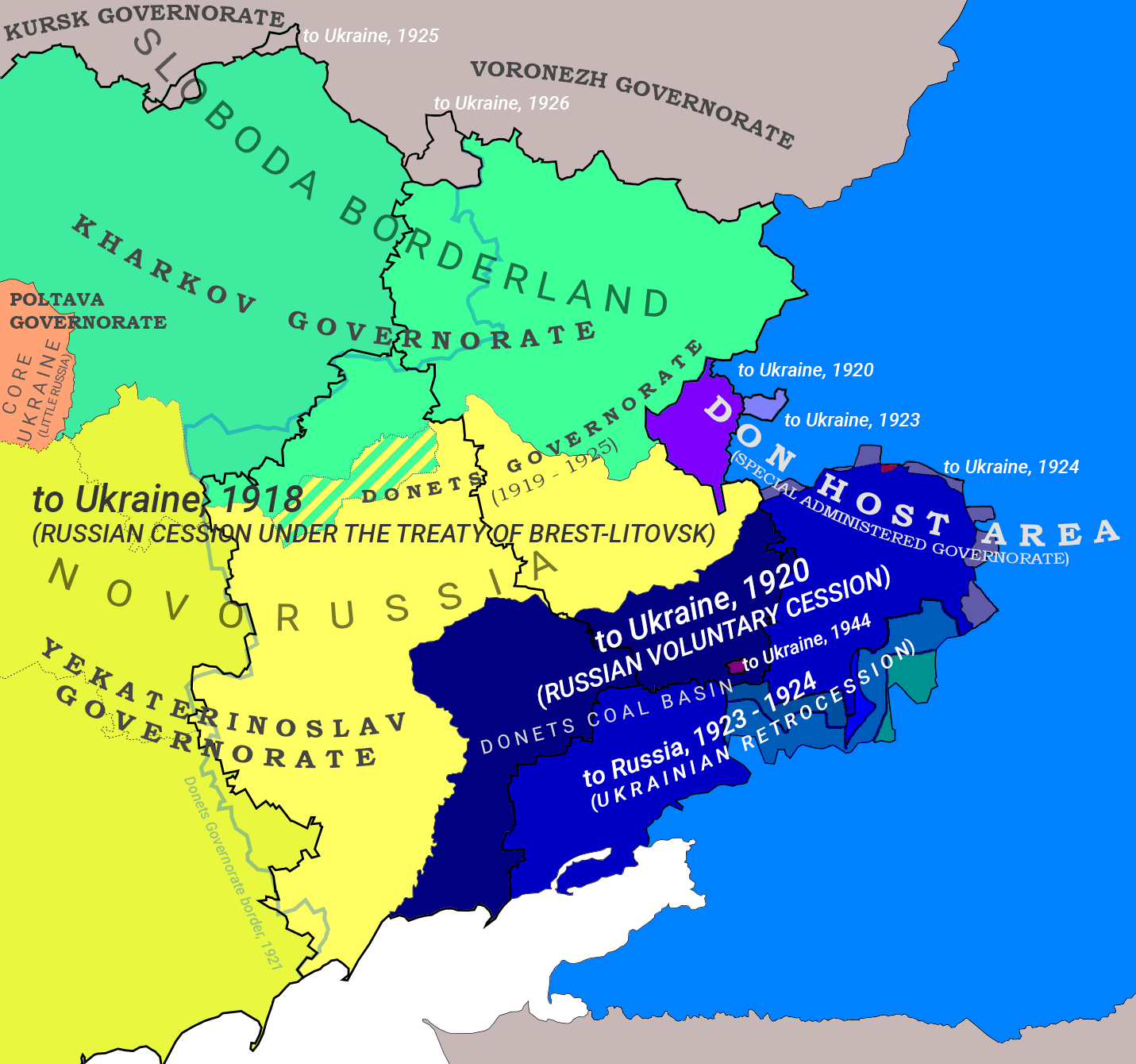
Mapa de la divisió de Visko del Don entre Rússia i Ucraïna en els anys 1920

En 1913, la província, amb una àrea d'uns 165.000 km², tenia uns 3.8 milions d'habitants. D'aquests, el 55% eren cosacs que posseïen tota la terra, la resta de la població eren ciutadans o treballadors agrícoles d'altres parts de Rússia.
Aquesta subdivisió va ser abolida en 1920, de la major part d'ell es va crear la província del Don, que va ser inclòs en el krai del Caucas Nord en 1924.